# Жан-П'єр Кою-Свелко
Жан-П'єр Кою́-Свелко́ (фр. Jean-Pierre Kohut-Svelko; нар. 1946, Париж, Франція) — французький художник кіно.

## Біографія
Жан-П'єр Кою-Свелко закінчив Школу образотворчого мистецтва (фр. École des Beaux-Arts) у Клермон-Феррані. У кіно почав працювати на початку 1970-х років. Як художник-постановник брав участь у роботі над фільмами Франсуа Трюффо, Анджея Жулавського, Іва Робера, Еріка Ромера, Андре Тешіне, Клода Міллера та ін.
Кою-Свелко неодноразово був номінований за найкраще оформлення фільмів на здобуття французької національної кінопремії «Сезар», отримавши її у 1981 році за стрічку «Останнє метро» Франсуа Трюффо.

## Фільмографія (вибіркова)
Художник-постановник, якщо не вказано інше
- 1972 : Така красунечка як я / Une belle fille comme moi
- 1973 : Не плач з повними вустами / Pleure pas la bouche pleine
- 1974 : Анонімна компанія Франц / France société anonyme (декоратор)
- 1974 : Головне — кохати / L'important c'est d'aimer
- 1975 : Зіг-Заг / Zig zig
- 1975 : Історія Аделі Г. / L'histoire d'Adèle H.
- 1976 : Кишенькові гроші / L'argent de poche
- 1976 : Пістолет «Пітон 357» / Police Python 357
- 1976 : І слони бувають невірні / Un éléphant ça trompe énormément
- 1977 : Чоловік, який любив жінок / L'homme qui aimait les femmes
- 1977 : Загроза / La menace
- 1977 : Ми усі вирушимо до раю / Nous irons tous au paradis
- 1977 : Вночі усі кішки сірки / La nuit, tous les chats sont gris
- 1978 : Зелена кімната / La chambre verte
- 1978 : Парсіфаль Гальський / Perceval le Gallois
- 1979 : Вислизаюча любов / L'amour en fuite
- 1979 : Сестри Бронте / Les soeurs Brontë
- 1979 : Сміливіше біжимо / Courage fuyons
- 1979 : Французькі листівки / French Postcards
- 1980 : Останнє метро / Le dernier métro
- 1981 : Блудна дочка / La fille prodigue
- 1981 : На самий південь / Plein sud
- 1981 : Вибір зброї / Le choix des armes (художник з костюмів)
- 1981 : Сусідка / La femme d'à côté
- 1981 : Готель «Америка» / Hôtel des Amériques
- 1982 : Гі де Мопассан / Guy de Maupassant
- 1983 : Смертельна поїздка / Mortelle randonnée
- 1984 : Політ Сфінкса / Le vol du Sphinx
- 1984 : Невідкладна допомога / Urgence
- 1985 : Побачення / Rendez-vous
- 1985 : Одна жінка або дві / Une femme ou deux
- 1985 : Зухвала дівчинка / L'effrontée
- 1986 : Таксішник / Taxi Boy
- 1986 : Я тебе кохаю / I Love You
- 1986 : Місце злочину / Le lieu du crime
- 1987 : Внутрішні вороги / Ennemis intimes
- 1988 : Синя піраміда / Les pyramides bleues
- 1988 : Ада в джунглях / Ada dans la jungle
- 1988 : Маленька злодійка / La petite voleuse
- 1992 : Акомпаніаторка / L'accompagnatrice
- 1993 : Плисти по-фндейському / La nage indienne
- 1994 : Посмішка / Le sourire
- 1998 : Зимові канікули / La classe de neige
- 2000 : Пікнік Лулу Кретц / Le pique-nique de Lulu Kreutz
- 2001 : Мистецтво зваблювання / L'art (délicat) de la séduction
- 2001 : Викрадення для Бетті Фішер / Betty Fisher et autres histoires
- 2003 : Крихітка Лілі / La petite Lili
- 2006 : Мене звуть Елізабет / Je m'appelle Elisabeth
- 2007 : Сімейна таємниця / Un secret

Актор
- 1978 : Зелена кімната / La chambre verte — інвалід у салоні
- 1979 : Французькі листівки / French Postcards — фотограф
- 1983 : Скоріш би неділя / Vivement dimanche! — Rowdy Slav
- 1986 : Дубль-господа / Double messieurs — театральний режисер
- 1988 : Острів птахів / L'île aux oiseaux — Арчі
- 1988 : Холодний піт / Sueurs froides (т/с) — Етьєн Болбек
- 1988 : У останньої межі / In extremis — Лютер
- 1988 : Саванна / Savannah — комісар
- 1988 : Ада в джунглях / Ada dans la jungle

## Визнання
| Рік            | Категорія          | Номінант               | Результат |
| -------------- | ------------------ | ---------------------- | --------- |
| Премія «Сезар» |                    |                        |           |
| 1976           | Найкращі декорації | Історія Аделі Г.       | Номінація |
| 1976           | Найкращі декорації | Головне — кохати       | Номінація |
| 1978           | Найкращі декорації | Ми усі вирушимо до раю | Номінація |
| 1981           | Найкращі декорації | Останнє метро          | Перемога  |
| 1984           | Найкращі декорації | Смертельна поїздка     | Номінація |
| 1988           | Найкращі декорації | Внутрішні вороги       | Номінація |
| 2008           | Найкращі декорації | Сімейна таємниця       | Номінація |